# النظريات البديلة لرحلة الخطوط الجوية الكورية 007

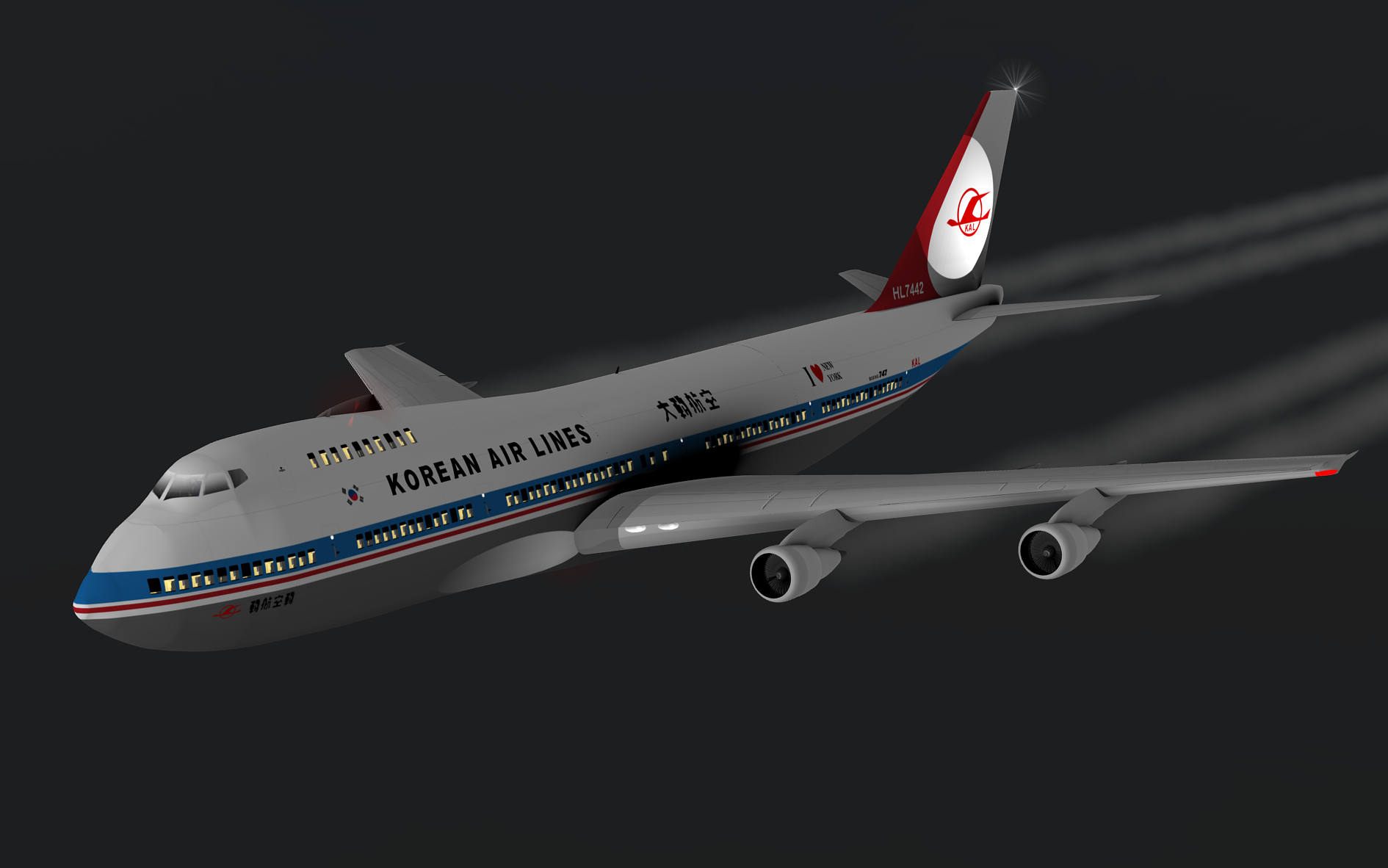
رحلة الخطوط الجوية الكورية 007 (تصور فنان)

تتعلق النظريات البديلة لرحلة الخطوط الجوية الكورية 007 بالعديد من النظريات المطروحة التي تتعلق بإسقاط رحلة الخطوط الجوية الكورية 007. كانت الطائرة في طريقها من مدينة نيويورك عبر أنكوراج إلى سول في 1 سبتمبر من عام 1983، عندما انحرفت إلى المجال الجوي السوفيتي المحظور وأسقطتها مقاتلة سوفيتية.
كانت الرحلة 007 موضع جدل مستمر ونتج عنها العديد من نظريات المؤامرة. تستند العديد من هذه النظريات على إخفاء الأدلة مثل مسجلات بيانات الرحلة، وتفاصيل غير مفسرة مثل دور طائرة الاستطلاع التابعة للقوات الجوية الأمريكية بوينغ آر سي-135، والتضليل والدعاية للحرب الباردة بكل بساطة. شعر بعض المعلقين أن تقرير منظمة الطيران المدني الدولي (ICAU) حول الحادث، فشل في معالجة النقاط الرئيسية بشكل كاف، مثل سبب انحراف الطائرة. تحدى كشف الاتحاد السوفيتي عن أدلة مسجل بيانات الرحلة في عام 1993 -أي بعد عشر سنوات من الحدث- العديد من هذه النظريات بشكل خطير. تركز بعض التفسيرات البديلة على الأسئلة الاستدلالية البعيدة إلى حد كبير عن الاعتبارات السياسية. تناولت إحدى النظريات الأولى مراقبة مكوك الفضاء تشالنجر والقمر الصناعي لتقدم الطائرة فوق الأراضي السوفيتية. قاضت الخطوط الجوية الكورية ملحق الدفاع الذي نشر هذا الادعاء وأُجبر على دفع تعويضات ونشر اعتذار.

## معرفة طاقم الطائرة بانحرافها
تتراوح الأسباب المطروحة لانحراف الطائرة بين نقص وعي الطيارين بالأوضاع (منظمة الطيران المدني الدولي)، إلى الانحراف المخطط والمتعمد (بيرسون)، إلى خطأ في برمجة نظام الملاحة بالقصور الذاتي (آي إن إس) بمقدار 10 درجات من خط الطول خلال إدخال المدرج في حالة الانطلاق من قبل الطاقم.
تمتلك النظرية القائلة إن نظام منظمة الطيران المدني الدولي قد عُين بشكل خاطئ مصداقية كبيرة إذا أخذنا بعين الاعتبار ما يلي:
1. على الرغم من وجود ثلاث منصات ذاتية القصور مستقلة، عندما تكون في وضع المدرج، يعمل المشغل على إدخال موضع مبدئي واحد فقط من أجل «إنشاء» المنصة.
2. كان يمكن إنجاز ذلك من خلال مهندس الطيران وحده، قبل وصول أفراد الطاقم الآخرين.
3. من أجل إنشاء ذلك بطريقة صحيحة (أي الدخول إلى وضع البوصلة الجيروسكوبية)، تعتمد كل منصة على خط العرض الصحيح، وليس على خط الطول.
4. لذلك، إذا ما عُين خط الطول بشكل غير صحيح، فستبدو جميع المنصات الثلاثة منتصبة بشكل طبيعي، ولكن في وضع خاطئ بنحو 10 درجات.

بمجرد نقل هذا الوضع جوًا، فإن موقع الطائرات غير الصحيح (عند خطوط العرض الأعلى بكمية قليلة) سيوجه على الفور جميع عروض الملاحة الجوية لتسيير الطائرة إلى ما تعتقد أنه المسار الصحيح إلى نقطة الطريق الأولى. بمجرد الوصول إلى المسار الخاطئ سيبدو كل شيء طبيعيًا، بما في ذلك مؤشر الوضع الأفقي (إتش إس آي). سيكون هذا صحيحًا إذا كانت هناك عروض ملاحية مصورة، على غرار الطائرات الحديثة.
مؤشر الوضع الأفقي (إتش إس آي): يؤكد بيرسون أن إبرة مؤشر الوضع الأفقي يمكن أن تكون قد حذرت الطيارين من انحراف مسارهم. ويفترض أن إبرة كل طيار، قادرة على إظهار انحراف يصل إلى 8 أميال بحرية (15 كم)، يجب أن تكون «مثبتة» على طول الطريق إلى الجانب. بالتالي، كان بإمكان الطيارين من الناحية النظرية أن يعرفوا أنهم على بعد 8 أميال بحرية عن المسار.